# Llac Hula
El Hula o al-Hula (hebreu עמק החולה, Emek Ha-Hula) és un llac (potser el bíblic llac Merom), situat a la vall d'Hula, al sud del mont Hermon, que estava envoltat per una zona de maresmes coneguda com a Arf al-Hula, que foren assecades entre 1951 i 1958 per incrementar la zona agrícola. L'alteració de la natura de la zona no va tenir gaire èxit i al cap de 50 anys el projecte fou abandonat i progressivament la zona s'ha tornat a inundar per intentar reviscolar l'antic ecosistema.

El llac té uns 5,5 km de llarg i 4 d'ample i és de forma triangular. La profunditat arriba a 3 metres l'hivern. El riu Jordà hi neix a la seva punta sud-est. Està situat a 80 metres per sota el nivell de la Mediterrània però a 265 per damunt del llac Tiberíades. L'aigua és dolça i hi ha nombrosos peixos i ocells.

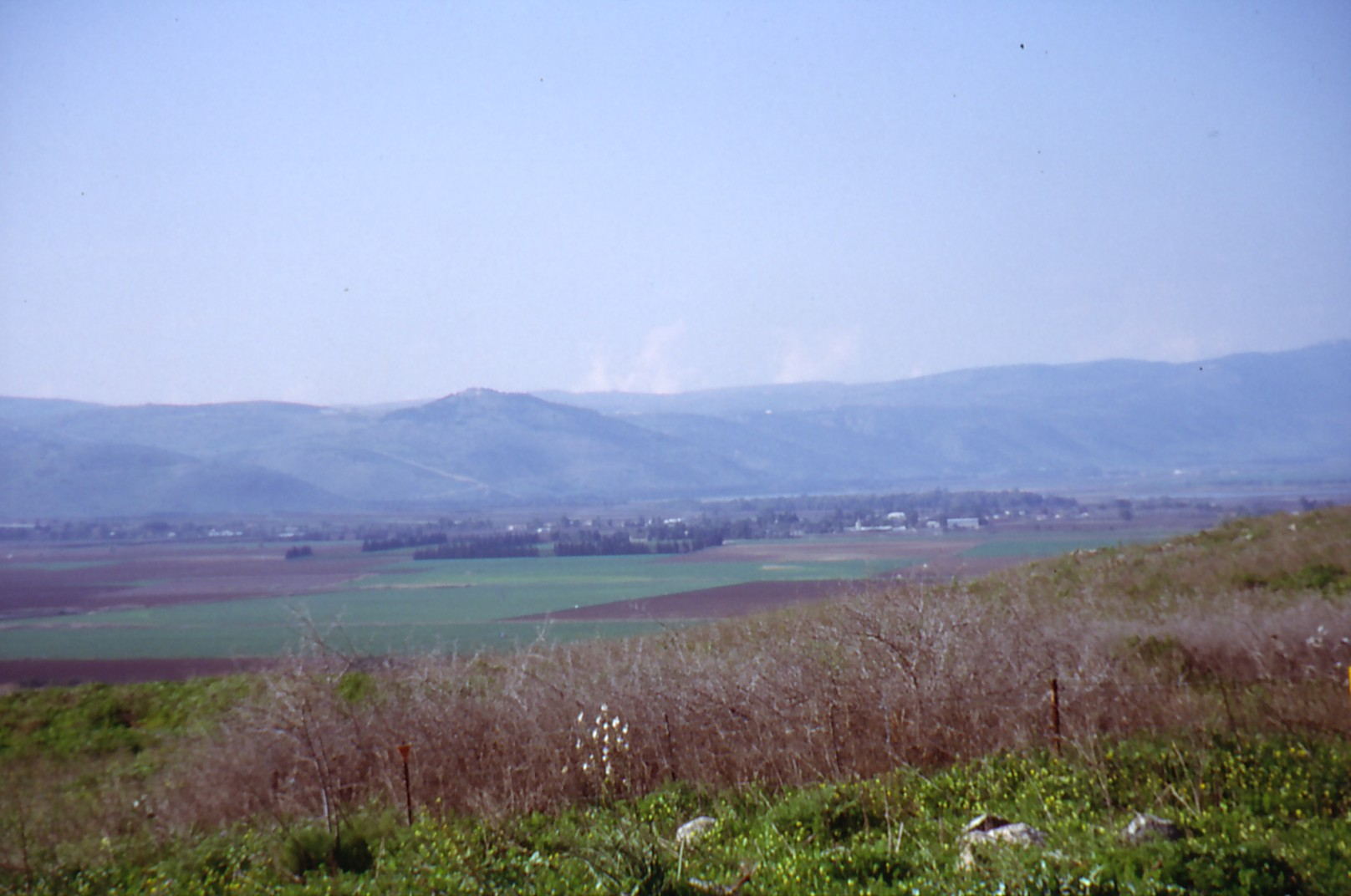
Vall d'Hula

El seu nom deriva de l'arameu Oulatha, una vila esmentada per Flavi Josep; el nom apareix encara el 23 aC: el país d'Oulatha (junt amb Panees i la regió a l'entorn) fou cedit per Juli Cèsar a Herodes el Gran recollint la successió de Zenòdor. La identificació amb el nom bíblic Merom, unes "aigües" on Josuè va derrotar a Yabin, rei d'Haçor, és possible. Els autors àrabs l'esmenten sovint com llac Baniyas (per la ciutat d'aquest nom) i com Buhayrat Kadas, del nom d'unes ruïnes d'una vila hebrea propera.